# Episodi di Katy Keene
La prima e unica stagione della serie televisiva Katy Keene è andata in onda negli Stati Uniti d'America dal 6 febbraio al 14 maggio 2020.
In Italia la stagione viene trasmessa dal 14 settembre al 7 dicembre 2020 su Premium Stories.
| nº | Titolo originale                                    | Titolo italiano                                                        | Prima TV USA     | Prima TV Italia   |
| -- | --------------------------------------------------- | ---------------------------------------------------------------------- | ---------------- | ----------------- |
| 1  | Chapter One: Once Upon a Time in New York           | Capitolo uno: Talenti incompresi                                       | 6 febbraio 2020  | 14 settembre 2020 |
| 2  | Chapter Two: You Can't Hurry Love                   | Capitolo due: non mettere fretta all'amore                             | 13 febbraio 2020 | 21 settembre 2020 |
| 3  | Chapter Three: What Becomes of the Broken Hearted   | Capitolo tre: che ne sarà di un cuore infranto?                        | 20 febbraio 2020 | 28 settembre 2020 |
| 4  | Chapter Four: Here Comes the Sun                    | Capitolo quattro: ecco che torna il sole                               | 27 febbraio 2020 | 5 ottobre 2020    |
| 5  | Chapter Five: Song for a Winter's Night             | Capitolo cinque: canzone per una notte d'inverno                       | 5 marzo 2020     | 12 ottobre 2020   |
| 6  | Chapter Six: Mama Said                              | Capitolo sei: mamma ha detto                                           | 12 marzo 2020    | 19 ottobre 2020   |
| 7  | Chapter Seven: Kiss of the Spider Woman             | Capitolo sette: il bacio della Donna Ragno                             | 19 marzo 2020    | 26 ottobre 2020   |
| 8  | Chapter Eight: It's Alright, Ma (I'm Only Bleeding) | Capitolo otto: tutto bene, mamma: sto solo sanguinando                 | 26 marzo 2020    | 2 novembre 2020   |
| 9  | Chapter Nine: Whishin' and Hopin                    | Capitolo nove: desideri e speranze                                     | 16 aprile 2020   | 9 novembre 2020   |
| 10 | Chapter Ten: Gloria                                 | Capitolo dieci: Gloria                                                 | 23 aprile 2020   | 16 novembre 2020  |
| 11 | Chapter Eleven: Who Can I Turn To?                  | Capitolo undici: a chi posso rivolgermi (se nessuno ha bisogno di me)? | 30 aprile 2020   | 23 novembre 2020  |
| 12 | Chapter Twelve: Chain of Fools                      | Capitolo dodici: Catena di follie                                      | 7 maggio 2020    | 30 novembre 2020  |
| 13 | Chapter Thirteen: Come Together                     | Capitolo tredici: Di nuovo insieme                                     | 14 maggio 2020   | 7 dicembre 2020   |

## Capitolo uno: Talenti incompresi
- Titolo originale: Chapter One: Once Upon a Time in New York
- Diretto da: Maggie Kiley
- Scritto da: Roberto Aguirre-Sacasa e Michael Grassi

### Trama
Katy Keene, protagonista della serie, non riesce a gestire le pressioni del suo posto di lavoro presso il grande magazzino di Lacy e con il suo capo super esigente, Gloria, una leggendaria shopper personale. Katy ha fortunatamente il supporto del suo fidanzato, KO Kelly, avente il sogno di diventare un pugile professionista. Jorge, amico stretti e compagno di stanza di Katy, fa un provino per uno spettacolo di Broadway, ma non va bene come previsto e cerca un altro metodo per farsi notare. Katy incontra la sua nuova compagna di stanza Josie McCoy, e sa che legheranno molto velocemente. Josie incontra Alexander Cabot, un produttore discografico interessato ad analizzarla, ma la situazione non va per il verso giusto quando viene coinvolta Alexandra Cabot. Dopo una lunga giornata impegnativa, il gruppo di amici, tra cui la ragazza "It" Pepper, si incontrano tutti nel loro ritrovo preferito, Molly's Crisis, per assistere a Jorge che si esibisce nei panni del suo alter ego, Ginger, e vedere l'ultima creazione della moda di Katy.

## Capitolo due: non mettere fretta all'amore
- Titolo originale: Chapter Two: You Can't Hurry Love
- Diretto da: Steve Adelson
- Scritto da: Michael Grassi

### Trama
Con la vita personale di Katy in circuito d'attesa, che tutti sembrano conoscere grazie ai giornali che raccolgono il blog di Pepper, non riesce a fuggire nemmeno al lavoro. Josie trova un lavoro per aiutarla a pagare le bollette, ma trova un lavoro extra in un negozio di dischi e scopre rapidamente che potrebbe essere chiuso, dando a Josie l'idea di aiutarlo a tenerlo aperto. A causa dell'esplosione di Jorge alla sua ultima audizione, si ritrova fuori con la comunità di Broadway. Dopo aver chiesto un'ultima audizione e aver aspettato di sapere se avesse ottenuto la parte, doveva decidere se voleva smettere di esibirsi come Ginger. Nel frattempo, Pepper si trova a corto di denaro, ma è in qualche modo in grado di garantire un magazzino in cui sogna di aprire "The Pepper Plant".

## Capitolo tre: che ne sarà di un cuore infranto?
- Titolo originale: Chapter Three: What Becomes of the Broken Hearted
- Diretto da: Harry Jierjian
- Scritto da: Shauna McGarry

### Trama
Nonostante una strana situazione venutasi a creare tra Katy e KO, Katy cerca di rendere tutto perfetto per San Valentino, in modo da poter evitare ciò che sta veramente provando, tra cui mentirgli sul fatto che Gloria la faccia lavorare. KO cerca di fare qualcosa di carino per i compagni di stanza, ma sembra solo peggiorare le cose. Josie e Alexander si sono avvicinati, ma dopo aver incontrato un'altra aspirante cantautrice, Josie si rende conto che è tempo di cambiare la loro dinamica. Jorge ha avuto una relazione romantica segreta, ma dopo che non si è esibito per la sua esibizione alla crisi di Molly, Jorge si rende conto di cosa deve fare. Nel frattempo, Pepper si rivolge a una vecchia amica, la signora Freesia, per aiutarla a ottenere qualche soldo in fretta, ma non è orgogliosa di come lo sta facendo.

## Capitolo quattro: ecco che torna il sole
- Titolo originale: Chapter Four: Here Comes the Sun
- Diretto da: Pamela Romanowsky
- Scritto da: Alina Mankin

### Trama
Katy decide di spendere tutte le sue energie al lavoro per evitare la sua vita personale, ma si ritrova di nuovo nei guai al lavoro. Determinata a sistemare le cose, chiede aiuto a Pepper per rintracciare la designer che è il modo per salvare il suo lavoro. Nel frattempo, Jorge mette in discussione la sua nuova relazione.

## Capitolo cinque: canzone per una notte d'inverno
- Titolo originale: Chapter Five: Song for a Winter's Night
- Diretto da: Ryan Shiraki
- Scritto da: Leo Richardson

### Trama
Katy che cerca di entrare nella scuola di moda, ma sa di aver bisogno di una lettera di raccomandazione, quindi si rivolge a Gloria che la mette alla prova per farla diventare il vestito perfetto in cambio, facendo pressione su Katy. Costretti a rimanere all'interno a causa del vortice polare, le tensioni aumentano quando Josie e Pepper litigano finendo in una rissa e Jorge infrange la regola numero uno di Katy. Nel frattempo, Josie è sconvolta dall'accordo che il padre di Alexander le ha fatto, soprattutto dopo quello che Alexandra le mostra.